# Rich Kenah
Richard M. "Rich" Kenah (ur. 4 sierpnia 1970 w Montclair w stanie New Jersey) – amerykański lekkoatleta specjalizujący się w biegach średniodystansowych, uczestnik letnich igrzysk olimpijskich w Sydney (2000).

## Sukcesy sportowe
- halowy mistrz NCAA w biegu na 800 metrów – 1992[1]

| Rok  | Miasto   | Zawody                               | Konkurencja   | Wynik         |
| ---- | -------- | ------------------------------------ | ------------- | ------------- |
| 1989 | Santa Fe | Mistrzostwa panamerykańskie juniorów | bieg na 800 m | złoty medal   |
| 1997 | Paryż    | Halowe mistrzostwa świata            | bieg na 800 m | brązowy medal |
| 1997 | Ateny    | Mistrzostwa świata                   | bieg na 800 m | brązowy medal |
| 1997 | Fukuoka  | Finał Grand Prix IAAF                | bieg na 800 m | 4. miejsce    |

## Rekordy życiowe
- bieg na 800 metrów – 1:43,38 – Zurych 13/08/1997
- bieg na 800 metrów (hala) – 1:46,16 – Paryż 09/03/1997
- bieg na 1000 metrów – 2:17,29 – Londyn 11/08/1995
- bieg na 1000 metrów – 2:20,64 – Boston 07/02/1999
- bieg na 1500 metrów – 3:37,63 – Linz 09/07/1997
- bieg na milę (stadion) – 4:00,27 – Filadelfia 26/04/1997
- bieg na milę (hala) – 3:59,43 – Fayetteville 12/02/2000